# Coups de roulis (film)
Pour plus de détails, voir Fiche technique et Distribution.
Coups de roulis est un film français réalisé par Jean de La Cour, sorti en 1932.

## Synopsis
Surpris par le brouillard, le navire Fraternité a subi des dommages importants. Dès lors, une enquête doit être effectuée afin de déterminer les conditions dans lesquelles l'incident s'est produit. Elle incombe au député Puy-Pradal qui vient d'être nommé haut-commissaire de la marine : ce dernier, après sa rencontre avec un acteur, oublie peu à peu la mission qui lui a été confiée.

## Fiche technique
- Titre : Coups de roulis
- Réalisation : Jean de La Cour
- Scénario : Jean de La Cour, d'après le livret de l'opérette d'Albert Willemetz
- Photographie : Robert Lefebvre et Paul Cotteret
- Son : Michel Picot et Henri Charolais
- Décors : Jean d'Eaubonne
- Musique : André Messager
- Société de production : Établissements Jacques Haïk
- Pays d'origine :  France
- Durée : 115 minutes
- Date de sortie : France : 20 mai 1932

## Distribution
- Max Dearly : le député Puy-Pradal
- Édith Manet : Béatrice
- Pierre Magnier : le commandant Gerville
- Lucienne Herval : Sona Myrrhis
- Roger Bourdin : Kermao
- Robert Darthez : Bettory
- Germaine Roger : Betty
- Hubert Daix : le médecin du bord
- Pierre Clarel : Pinson
- Henri Lévêque : Haubourdin
- Robert Brummel : un officier du bord
- Jacques Erwin : un officier du bord
- Christian Casadesus : un officier du bord
- Gérard Landry
- Georges Deneubourg
- Bernard Koowots